# 坦库尔-布克利
坦库尔-布克利（法語：Tincourt-Boucly，法語發音：[tɛ̃kuʁ bukli]）是法国上法蘭西大區索姆省的一个市镇，属于佩罗讷区。该市镇于1790-1974年间由坦库尔（Tincourt）和布克利（Boucly）合并而成。

## 地理
坦库尔-布克利（49°56'22"N, 3°2'32"E）面积12.8 平方千米，位于法国上法蘭西大區索姆省，该省份为法国北部沿海省份，北起加来海峡省和北部省，西接滨海塞纳省和大西洋英吉利海峡，南至瓦兹省，东临埃纳省。
与坦库尔-布克利接壤的市镇（或旧市镇、城区）包括：比尔-库尔塞勒、卡尔蒂尼、昂库尔、隆加韦讷、马尔凯、鲁瓦塞勒、唐普勒拉福斯。
坦库尔-布克利的时区为UTC+01:00、UTC+02:00（夏令时）。

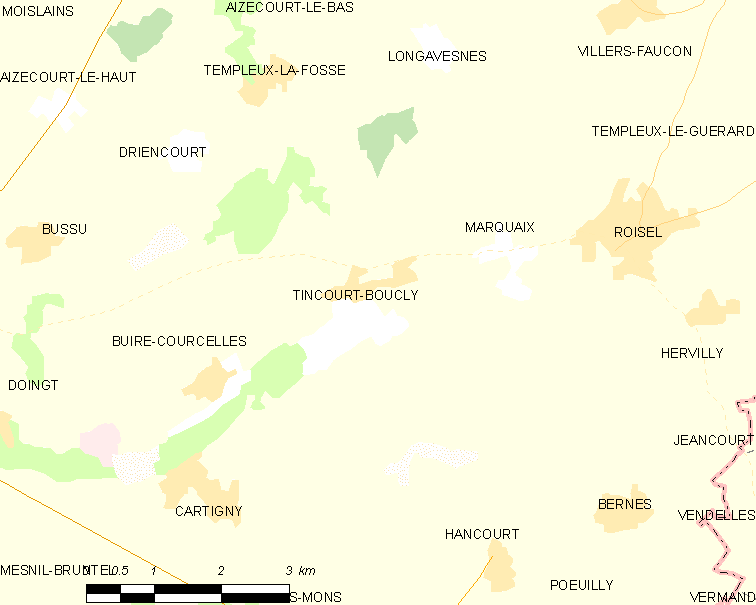
坦库尔-布克利的OSM定位图

## 行政
坦库尔-布克利的邮政编码为80240，INSEE市镇编码为80762。

## 政治
坦库尔-布克利所属的省级选区为佩罗讷县。

## 人口

1962-2008年间坦库尔-布克利人口变化图示

坦库尔-布克利于2022年1月1日时的人口数量为337人。